# Marc Limpach

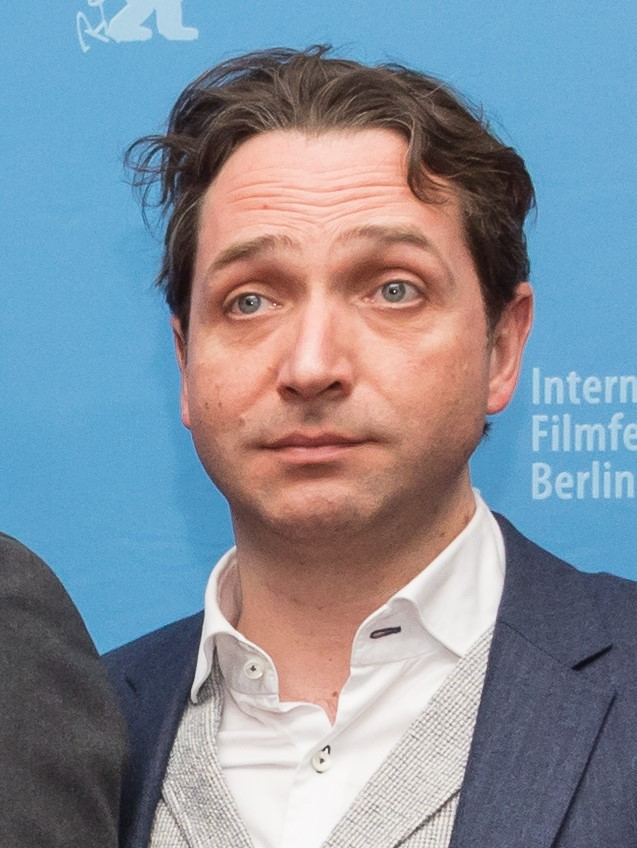
Marc Limpach, 2018

Marc Limpach (* 3. Mai 1975 in Luxemburg) ist ein luxemburgischer Jurist, Autor, Schauspieler und Dramaturg.

## Leben
In Luxemburg aufgewachsen, studierte er Rechtswissenschaften an den Universitäten von Straßburg, Köln, Paris und Cambridge. Anschließend arbeitete er zunächst für eine internationale Anwaltskanzlei, danach für die luxemburgische Finanzmarktaufsichtsbehörde CSSF.
Bereits in seiner Schulzeit interessierte er sich für die Schauspielerei, war Mitglied der Jugendtheatergruppe seines Lycées und belegte Kurse am Konservatorium Esch/Alzette. Auch während der Studienzeit und seiner Tätigkeit als Jurist blieb er schauspielerisch aktiv und trat unter anderem für das Théâtre National du Luxembourg auf, am Luxemburger Kasemattentheater und bei den Ruhrfestspielen. Seit 2007 gestaltet er als Dramaturg den Spielplan des Kasemattentheaters.
In seiner ersten großen Fernsehrolle spielte er 2018 in der deutsch-luxemburgischen Fernseh-Kurzserie Bad Banks (arte/ZDF) den luxemburgischen Banker Luc Jacoby, an der Seite unter anderem von Désirée Nosbusch und Tobias Moretti. Für Ingeborg Bachmann – Reise in die Wüste (Regie: Margarethe von Trotta, Drehstart: April 2022) wurde er als der Schriftsteller Tankred Dorst besetzt.
Als Autor schreibt Limpach fiktionale und non-fiktionale Texte im Bereich Theater, Film und Fernsehen sowie historische Untersuchungen, vor allem zur Zeitgeschichte Luxemburgs, vorwiegend auf Deutsch und Luxemburgisch. Unter anderem war er Mitautor der luxemburgischen Sitcom Weemseesdet und verfasste das Theaterstück En Tiger am Rousegäertchen über die Übernahme des luxemburgischen Stahlkonzerns Arcelor durch die Mittal Steel Company.

## Schriften
- En Tiger am Rousegäertchen. Hydre Éditions, Bridel 2016, ISBN 978-99959-938-4-9.

## Filmografie
- 2018: Bad Banks (Staffel 1)
- 2019: Freies Land
- 2020: Bad Banks (Staffel 2)
- 2020: Dunkelstadt
- 2021: Nachtwald
- 2021: Hinterland
- 2021: Munich: The Edge of War
- 2022: Der Passfälscher
- 2023: Ingeborg Bachmann – Reise in die Wüste
- 2025: Das geheime Stockwerk